# Großrußbach
Großrußbach là một thị trấn ở huyện Korneuburg trong bang Niederösterreich ở nước Áo. Đô thị này có diện tích 32,71 km², dân số năm 2001 là 1939 người. Thị trấn có cự ly khoảng 17 km về phía bắc Korneuburg.